# Baktericid
Baktericid, též bakteriocid, je chemická látka, která zabíjí bakterie a v ideálním případě žádné jiné živé organismy. Mezi baktericidy patří dezinficiencia, antiseptika a antibiotika.

## Baktericidní dezinficiencia
Mezi nejpoužívanější dezinficiencia patří:
- aktivní chlor – chlornany, chloraminy, dichlorisokyanuráty a trichlorisokyanuráty, kyselina chlorná, oxid chloričitý apod.
- aktivní kyslík – peroxidy, např. kyselina peroctová, peroxodisíran draselný, perboritan sodný, peruhličitan sodný, karbamidperoxid…
- jód – jodovaný povidon, Lugolův roztok, jodová tinktura, jodované neionové tenzidy
- koncentrované alkoholy – hlavně ethanol, propanol, isopropanol a jejich směsi; dále fenoxyethanol a 1- a 2-fenoxypropanol
- fenolické látky – fenol, kresoly, halogenované fenoly (hexachlorfen, trichlorfenol, tribromfenol, pentachlorfenol) a jejich soli
- kationové tenzidy, např. kvartérní amoniové sloučeniny (benzalkoniumchlorid, cetyltrimethylamoniumbromid, didecyldimethylamoniumchlorid, cetylpyridiniumchlorid, benzethoniumchlorid a další), jiné látky jako chlorhexidin, glukoprotamin, oktenidindihydrochlorid atd.
- silná oxidační činidla, např. ozón nebo roztoky manganistanů
- těžké kovy a jejich soli, např. koloidní stříbro, dusičnan stříbrný, chlorid rtuťnatý, fenylrtuťové soli, síran měďnatý, oxidochlorid měďnatý apod.
- dostatečně koncentrované silné kyseliny (fosforečná, dusičná, sírová, amidosulfonová, toluensulfonová)
- dostatečně koncentrované zásady (hydroxid sodný, draselný, vápenatý)

## Baktericidní antiseptika
Jako antiseptika (tedy baktericidní látky, které lze použít na těle člověka nebo zvířete, na kůži, sliznicích, v ránách apod.) lze použít některé z výše uvedených dezinficiencií, za vhodných podmínek (hlavně koncentrace, pH, teploty a toxicity pro člověka nebo zvíře). Kromě jiných mezi důležité patří:
- vhodně zředěné chlorové přípravky (např. Dakinův roztok – půlprocentní roztok chlornanu sodného nebo draselného, s hodnotou pH upravenou na 7–8; také půl- až jednoprocentní roztok benzensulfochloramidu sodného
- jodové přípravky, např. jodovaný povidon v různých galenikách (masti, roztocích, náplastech...), dříve též Lugolův roztok
- peroxidy, např. karbamidperoxid nebo pufrované roztoky kyseliny peroctové o koncentraci 0,1 – 0,25 %
- alkoholy samotné nebo s dalšími antiseptiky, zejména pro kožní použití
- slabé organické kyseliny, např. sorbová, benzoová, mléčná nebo salicylová
- některé fenoly, např. hexachlorfen, triclosan, Dibromol
- kationaktivní sloučeniny, např. roztoky benzalkoniumchloridu 0,05 – 0,5 %, chlorhexidinu 0,5 – 4 % nebo oktenidinu 0,1 – 2 %

Ostatní látky obecně nelze použít jako bezpečná antiseptika, protože jsou buď žíravé nebo toxické.

## Baktericidní antibiotika
Baktericidní antibiotika zabíjejí bakterie; bakteriostatická antibiotika jen inhibují jejich růst nebo reprodukci.
Mezi antibiotika inhibující syntézu buněčné stěny patří:
- beta-laktamová antibiotika – penicilin a jeho deriváty (penamy), cefalosporiny (cefemy), monobaktamy a karbapenemy)
- vankomycin

Mohou existovat i jiné typy podobných antibiotik.
Dalšími baktericidními antibiotiky jsou:
- daptomycin
- fluorochinolony
- metronidazol
- nitrofurantoin
- ko-trimoxazol

Mohou existovat i jiné typy podobných antibiotik.
Aminoglykosidová antibiotika se obvykle považují za baktericidní, přestože pro některé organismy jsou jen bakteriostatická.
Rozdíl mezi bakteriostatickým a baktericidním účinkem může být závislý na dávce.